# Microdebilissa testacea
Microdebilissa testacea là một loài bọ cánh cứng trong họ Cerambycidae.